# Marshallena philippinarum
Marshallena philippinarum é uma espécie de gastrópode do gênero Marshallena, pertencente a família Marshallenidae.